# 弗洛伊德縣 (維吉尼亞州)
弗洛伊德县（英語：Floyd County）是位於美國維吉尼亞州西南部的一個縣。面積987平方公里。根據美國2000年人口普查估計，共有人口13,874人。縣治弗洛伊德 (Floyd)。
成立於1831年1月15日。縣名紀念歷任聯邦眾議員、州長的約翰·弗洛伊德。